# 短炳黑角鮟鱇
短炳黑角鮟鱇（学名：Melanocetus murrayi），又名短炳黑犀魚、深海鮟鱇，为輻鰭魚綱鮟鱇目棘茄魚亞目黑角鮟鱇科黑犀魚屬下的一个种，為深海魚類，分布於全球各大洋海域，棲息深度100-6370公尺，雄魚體長可達2公分，雌魚可達12公分，生活習性不明，無任何經濟價值。

## 扩展阅读
- 維基物種上的相關：短炳黑角鮟鱇